# Долни Лопашов
Долни Лопашов (слч. Dolný Lopašov) насељено је мјесто са административним статусом сеоске општине (слч. obec) у округу Пјештјани, у Трнавском крају, Словачка Република.

## Становништво
| Година:    | 1994. | 2004.   | 2014.   | 2024.   |
| ---------- | ----- | ------- | ------- | ------- |
| Број људи: | 963   | 979     | 957     | 964     |
| Разлика:   |       | +1,66 % | -2,24 % | +0,73 % |

| Година:    | 2023. | 2024.   |
| ---------- | ----- | ------- |
| Број људи: | 971   | 964     |
| Разлика:   |       | -0,72 % |

Према подацима о броју становника из 2024. године насеље је имало 964 становника.